# Franjevačka teologija Sarajevo
Franjevačka teologija Sarajevo – visokoškolska ustanova Franjevačke provincije Bosne Srebrene.

## Ustanove koje su prethodile Franjevačkoj teologiji
Od 14. stoljeća može se govoriti o teološkom obrazovanju unutar Franjevačke provincije Bosne Srebrene. U razdoblju nakon Tridentskog sabora Bosna Srebrena je imala nekoliko svojih učilišta u Budimu, Požegi, Šibeniku, Osijeku i drugdje. Bosanski su franjevci stjecali izobrazbu također u Italiji i habsburškim zemljama. Godine 1851. osnovana su učilišta u Fojnici i Kreševu, što je označilo početak modernog visokog školstva u Bosni i Hercegovini uopće. Godine 1905. u samostanu u Livnu objedinjen je teološki studij za cijelu Bosnu Srebrenu. Teologija se 1909. preselila u samostan sv. Ante na Bistriku u Sarajevu. Na Kovačićima u Sarajevu 1942. osnovan je teološki fakultet svih hrvatskih franjevaca. Ta je, međutim, zgrada 1947. nacionalizirana od strane komunističkih vlasti, tako da se Teologija ponovno vraća na Bistrik.

## Franjevačka teologija na Nedžarićima
Budući da uvjeti na Bistriku nisu bili pogodni za studij teologije, 1965. godine započinje gradnja Franjevačke teologije u sarajevskom naselju Nedžarići. Izgradnja je dovršena i Teologija je u novim prostorijama započela s radom 1968. godine. Godine 1992. zgradu Teologije zauzima srpska vojska. Studenti i profesori nastavljaju s radom u Samoboru kod Zagreba. Zgrada je tijekom rata potpuno devastirana i opljačkana. Nakon završetka rata zgrada Teologije je obnovljena i u nju se studenti i profesori vraćaju 1997. godine. Franjevačka teologija jedna je od rijetkih institucija koja se može pohvaliti stogodišnjim postojanjem u gradu Sarajevu.
Na Teologiji predaju uglavnom franjevci. Povremeno predaju i gosti predavači, ponajviše s Sveučilište u Sarajevu.
Nastavni plan i program je podijeljen u 12 semestara, odnosno 6 godina za franjevačke kandidate, a za studente civile 10 semestara, odnosno 5 godina. Predavanja se vrše po tzv. cirkularnom modelu.

## Vanjske poveznice
- Službena web-stranica Franjevačke teologije Sarajevo